# Wapen van Portugal
Het wapen van Portugal heeft elementen van het wapen van Alfons I van Portugal en is in de loop der eeuwen aangepast. Johan II van Portugal voerde in 1485 een wapen in dat grotendeels overeenkomt met het huidige wapen.

## Beschrijving
Het rode wapenschild wordt bedekt met een zilveren veld met daarop de quinas (vijf schildjes met elk  vijf witte stippen, quinas staat voor vijf). In de rode band staan zeven kastelen afgebeeld. Het schild ligt op een gouden armillarium met aan beide zijden een gouden olijftwijgen. De twijg heeft rechtsonder (linksonder op de afbeelding) een groen lint en aan de linkerzijde een rood lint. Het wapen komt zonder de olijftwijgen en het lint terug in de vlag van Portugal.

## Symboliek
Het armillarium was in de 15e en 16e eeuw een belangrijk navigatie-instrument, met name in de scheepvaart. Het representeert dan ook de scheepvaart, de wereld en de Portugese ontdekkingen. De zeven kastelen staan voor de zeven veldslagen die koning Alfons III van Portugal won om de Algarve in bezit te krijgen en waarmee Portugal zijn huidige vorm zou krijgen. Het aantal van zeven kastelen is waarschijnlijk in 1640 vastgelegd. Alfons III gebruikte in zijn persoonlijke wapen zestien kastelen, vermoedelijk om familiebanden aan te geven. Het witte vlak op het schild symboliseert het harnas van don Afonso Henriques de Guimarães. De vijf quinas representeren de vijf Moorse koningen die bij de slag van Ourique verslagen werden. Ten slotte staat het groene lint voor hoop en het rode lint voor moed en het bloed dat gevloeid is tijdens de strijd van de Portugezen.

## Geschiedenis
Oudere versies van het wapen van Portugal:

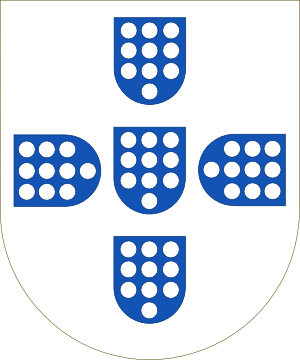
1139 - 1247 (het wapen van Alfons I)
1247 - 1385
1385 - 1481
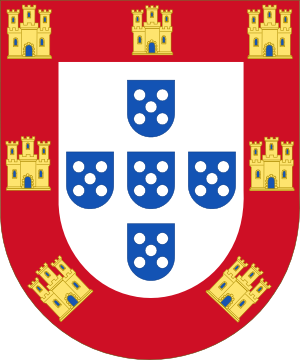
1481 - 1910